# Ⲃ
Cette page contient des caractères spéciaux ou non latins. S’ils s’affichent mal (▯, ?, etc.), consultez la page d’aide Unicode.
Ne doit pas être confondu avec la lettre grecque Bêta, la lettre latine B ou la lettre cyrillique В.
Ⲃ (minuscule : ⲃ), appelé bēta, est une lettre de l’alphabet copte utilisée dans l’écriture du copte, de l’ancien nubien ou du nobiin.

## Représentations informatiques
Le bēta copte a été représenté avec les mêmes caractères que le bêta grec jusqu’à la publication d’Unicode 4.1 en mars 2005, à partir de laquelle il est représenté avec des caractères qui lui sont propres. Il peut donc être représenté à l’aide des caractères (Grec et copte, Copte) suivants, :
| lettres   | représentations | chaînes de caractères | points de code | descriptions                  | note               |
| --------- | --------------- | --------------------- | -------------- | ----------------------------- | ------------------ |
| majuscule | Β               | Β                     | U+0392         | lettre majuscule grecque bêta | avant Unicode 4.1  |
| minuscule | β               | β                     | U+03B2         | lettre minuscule grecque bêta | avant Unicode 4.1  |
| majuscule | Ⲃ               | Ⲃ                     | U+2C82         | lettre majuscule copte bēta   | depuis Unicode 4.1 |
| minuscule | ⲃ               | ⲃ                     | U+2C83         | lettre minuscule copte bēta   | depuis Unicode 4.1 |